# Двійник (телесеріал)
Двійник (англ. Ringer) — американський телесеріал, прем'єра якого відбулася на каналі CW 13 вересня 2011 — 17 квітня 2012. Серіал був анонсований у січні 2011. Незважаючи на гру Сари Мішель Геллар у головній ролі, яка сподобалася глядачам, телеканал The CW 11 травня 2012 року оголосив про закриття телешоу після першого ж сезону.

## Синопсис
Бріджет (Сара Мішель Ґеллар (Принц)), після того як стала свідком вбивства, втекла і вирішила переховатися у своєї заможної сестри-близнючки Шевон. Вона дізналася, що життя сестри досконале лиш на перший погляд, і набагато складніше й небезпечніше, ніж те життя, від якого вона тікала. Вона дізнається жахливі таємниці, не лише про свою сестру та її шлюб, але й про найкращу подругу Шевон — Джему — і її чоловіка Генрі. І коли хтось намагається вбити Бріджет, у пентхаусі її сестри, вона розуміє, що їй було б безпечніше бути собою, ніж Шевон.

## У ролях

### Головні
- Сара Мішель Геллар — сестри Бріджит Келлі та Шивон (гельське — Сіобан) Мартін
- Крістоффер Полага — Генрі Батлер, письменник, чоловік Джемми, коханець Шивон
- Йоан Гріффідд — Ендрю Мартін, підприємець-мільйонер, чоловік Шивон
- Нестор Карбонелл — Віктор Мачадо, агент ФБР, охоронець Бріджит
- Майк Колтер — Малкольм Ворд, партнер Бріджит у групі анонімних наркоманів

### Другорядні
- Зої Дойч — Джульєтт Мартін, донька Шивон
- Джейсон Дорінг — містер Карпентер, викладач середньої школи
- Джастін Брунінг — Тайлер Барретт
- Тара Саммерс — Джемма Батлер, найкраща подруга Шивон
- Зан Маккларнон — Бодавей Макаві
- Гейдж Голайтлі — Теса Баннер
- Ніккі ДеЛоач — Шейлін Бріггс
- Джонатан Бенкс — Ремі Остерман
- Мішель Стеффорд — Пеггі Льюїс